# Carputer
Car computer, carputer y car-puter son términos utilizado para describir una categoría de computadora portátil utilizada o modificada específicamente para ser instalada en Automóviles. Están basadas en la misma tecnología que una computadora personal y más generalmente en dispositivos más pequeños como Smartphones o PDAs ya que estos últimos se han vuelto cada vez más poderosos, y asimismo incluyen tecnologías como GPS y Bluetooth.
Muchas guías del tipo hágalo-usted-mismo explican como construir carputers a partir de laptops o computadoras más pequeñas como la Mac Mini.